# The Way of a Woman
The Way of a Woman è un film muto del 1919 diretto da Robert Z. Leonard. La sceneggiatura di Eugene Walter si basa su Nancy Lee, lavoro teatrale dello stesso Walter e di H. Crownin Wilson andato in scena in prima a Broadway il 9 aprile 1918.

## Trama

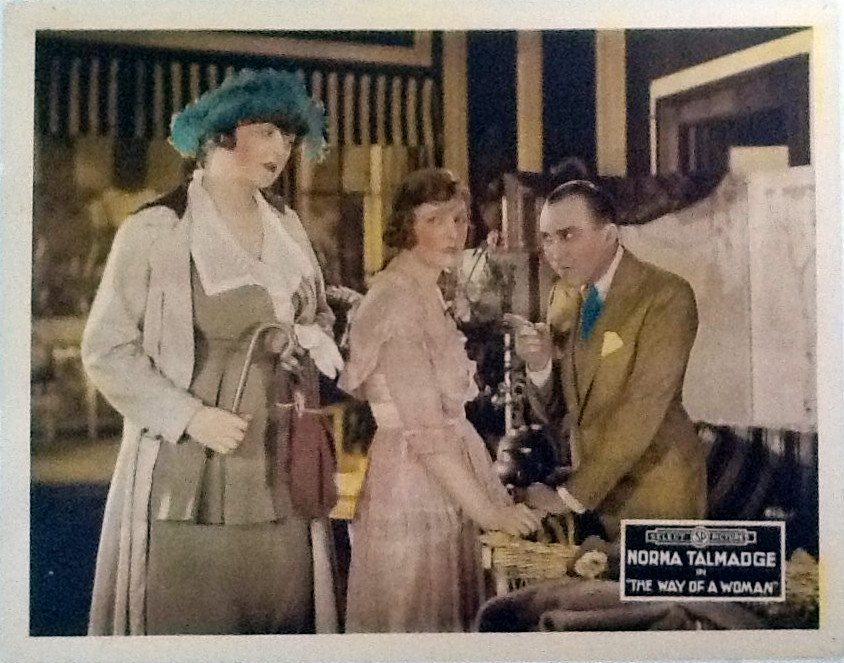

Nancy Lee, benché innamorata di Anthony Weir, lo respinge perché viene convinta dai genitori, poveri ma aristocratici, che il suo pretendente non appartiene alla loro stessa classe sociale. La giovane acconsente a sposarsi con George Trevor, un ricco newyorkese, Ma il marito, che è un alcolizzato, muore presto, lasciandola vedova e senza un soldo.
Nancy, allora, prende in prestito una grossa somma che le viene offerta da Douglas, un giovanotto innamorato di lei. Ma Douglas ha sottratto il denaro dello zio, che è proprio Anthony, l'ex corteggiatore di Nancy. Quando Anthony torna da un viaggio all'estero, scopre l'ammanco e accusa Nancy di aver circuito il nipote. La donna, per ripagare il debito, vende le sue pellicce e i suoi gioielli, convincendo così Anthony della sua buona fede, riconquistandone l'amore.

## Produzione
Il film, che in origine avrebbe dovuto intitolarsi Nancy Lee, fu prodotto dalla Norma Talmadge Film Corporation e dalla Select Pictures Corporation. Venne girato a New York.

## Distribuzione
Il copyright del film, richiesto dalla Norma Talmadge Film Corp., fu registrato il 16 luglio 1919 con il numero LP13958.
Distribuito dalla Select Pictures Corporation, il film uscì nelle sale cinematografiche statunitensi il 27 luglio 1919. Copia della pellicola viene conservata negli archivi londinesi del National Film and Television Museum. La copia è un 35 mm e manca della scena finale.